# Sankt Gallen
Sankt Gallen è un comune austriaco di 1 848 abitanti nel distretto di Liezen, in Stiria; ha lo status di comune mercato (Marktgemeinde). Il 1º gennaio 2015 ha inglobato il comune soppresso di Weißenbach an der Enns.
È interessato dal Parco Nazionale Gesäuse.